# مجلة نيلوفر
أول مجلة أطفال سورية تابعة للقطاع الخاص

## بطاقة تعريفية
- أبصرت نيلوفر النور عام 2003 و هي أول مجلة تصدرها مؤسسة خاصة سورية لصالح أطفال سوريا، و هي مجلة شهرية ، تتضمن قصصا مصورة و متنوعة، هدفها تحقيق المتعة و الاستفادة، شعارها: " متعة القراءة و رقي الفكرة "
- تحمل المجلة العادات والتقاليد والقيم الأخلاقية السورية
- رسومات المجلة تشبه رسومات المانغا اليابانية
- استمدت نيلوفر اسمها من الترجمة العربية لزهرة اللوتس
- تصل لينوفر إلى كل المحافظات السورية
- عانت لينوفر من بعض المشاكل بعد إصدارها العدد الثاني عندما تم سحب الرخصة منها ثم عادت إلى الصدور بعد متابعات قضائية في أيلول / سبتمبر من عام 2004

## الفئة العمرية المستهدفة
نيلوفر موجهة أساسا إلى الأطفال من 6 إلى 15 سنة ، لكن المجلة تخصص في كل عدد ملفا من 4 صفحات للأطفال الذين تقل أعمارهم عن 6 سنوات.

## الموقع الإلكتروني
http://nilufar-mag.net/